# 約翰內斯·格哈杜斯·斯揣敦
約翰內斯·格哈杜斯·斯揣敦（阿非利卡语： [jʊəˈhanəs ɡeːrˈhɑːdəs ˈstraɪdɒm]，1893年7月14日—1958年8月24日），通稱漢斯·斯揣敦（Hans Strijdom），绰号“北方的狮子”（Lion of the North），曾於1954年11月30日至1958年8月24日間擔任南非總理一職。斯揣敦以其強烈的阿非利卡民族主義傾向著稱，亦是國民黨黨內最大的白人至上主義派系Baasskap的成員之一。在他統治期間，南非進一步加強了國民黨的種族隔離政策。

## 早期生活
斯揣敦出生在開普殖民地的威洛莫爾附近的克勒普方丹家庭農場，1914年移居比勒陀利亞，並於3年後在維多利亞學院（後來的斯泰倫博斯大學）和比勒陀利亞大學獲得法律學位。他的父親佩特魯斯·斯揣敦出生在Baviaanskloof，是一位非常著名的農民和創新者。他在克羅夫擁有三個農場，其中主要農場是桑德弗拉克特，當地的學校、教堂和商店都位於該農場。他擁有的企業和商店一直延伸到加姆圖斯山谷（著名的錦鯉女人莎拉·巴特曼的出生地）。他還出售狒狒皮草，並製造鞋子和肥皂等產品。
斯揣敦在第一次世界大戰中成為南非醫療團隊的成員，後來在西南非洲戰役中擔任Helgaardt童軍，在那裡他達到了下士軍銜。
斯揣敦後來定居在德蘭士瓦省的莫迪默勒。他非常認同這個地區及其人民，並成為了當地阿非利卡人社區的領導人。1929年，斯揣敦被選為下議院議員，代表由巴里·赫爾佐格領導的國民黨。斯揣敦也是國民黨在德蘭士瓦省的領導人，該省是南非最重要的省份，因此具有強大的權力基礎。
在1932年的經濟大蕭條期間，赫爾佐格領導的國民黨與揚·史末資領導的南非黨合併並組建統一黨，斯揣敦成為國民黨分離派，被稱為純正國民黨。後來，在統一黨成立後，國民黨在丹尼爾·馬蘭博士的領導下被稱為聯合國民黨。馬蘭、斯揣敦及其追隨者不信任史末資並反對他的親英政策。大多數國民黨議員都留在赫爾佐格領導的國民黨，斯揣敦是馬蘭的忠實信徒，而且他是德蘭士瓦省唯一一個支持馬蘭理想的國會議員。
斯揣敦贊成建立共和國，但這一目標直到1961年才實現。

## 種族隔離時代
在1948年國民黨意外取得勝利之後，其計劃實施嚴格的種族隔離和白人少數統治，馬蘭成為南非總理，而斯揣敦則成為農業和灌溉部長。雖然這不是經典的部長職務之一，但這顯然是斯揣敦的選擇，因為他對農業很感興趣，而且是一名兼職農民。斯揣敦雖然喜歡耕種，但對這部長職務不滿意。馬蘭給了他部長職務，是因為他年輕的妻子不喜歡斯揣敦。這也是為什麼馬蘭盡力讓尼科拉斯·哈文加接替他擔任總理而不是斯揣敦的原因。

### 總理
1954年11月30日，他當選為國民黨領袖，並在馬蘭辭職後違背其意願成為南非總理，他更喜歡溫和的財政部長哈文加作為他的繼任者。然而，斯揣敦在國民黨黨員之中很受歡迎，人們相信他會把南非順利推向共和國，而馬蘭則被認為冷淡無情。在斯揣敦擔任總理期間，他開始採取措施切斷與英國君主制的聯繫，並加強南非阿非利卡人的優勢以及種族隔離制度。

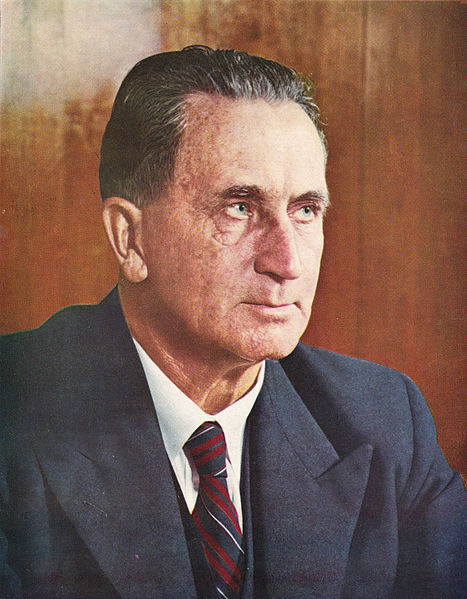
斯揣敦的肖像在他死後不久出現在《Die Huisgenoot》雜誌上。

關於種族政策，他強烈堅信白人少數統治的長期存在。在他的任期內，“有色人”選民從共同選民名單中被刪除，並出現了單獨的有色人選民名單，這是馬蘭開始進行但卻無法推動的事情。斯揣敦是白人霸權或白人統治（Baasskap的原生派系）的公開支持者。斯揣敦任職總理期間，參與《自由憲章》的156名活動家（包括納爾遜·曼德拉）的叛國罪審判延長。在1957年大選期間，他還設法進一步擴大了國民黨在議會的席位。而斯揣敦的政府也斷絕了與蘇聯的外交關係。斯揣敦在總理任內因癌症病逝。

## 外部連結
- 在Find a Grave上的約翰內斯·格哈杜斯·斯揣敦
- Photograph of J.G. Strijdom with D.F. Malan and P.O. Sauer taken in 1948 (From LIBSpace, the digital repository of Stellenbosch University)
- Signed 1951 photograph of D.F Malan, J. G. Strijdom and C. R. Swart

| 官衔               | 官衔                    | 官衔                            |
| ------------------ | ----------------------- | ------------------------------- |
| 前任： 丹尼尔·马兰 | 南非总理 1954年－1958年 | 繼任： 亨德里克·弗倫施·維沃爾德 |